# Teatr lalek w Polsce

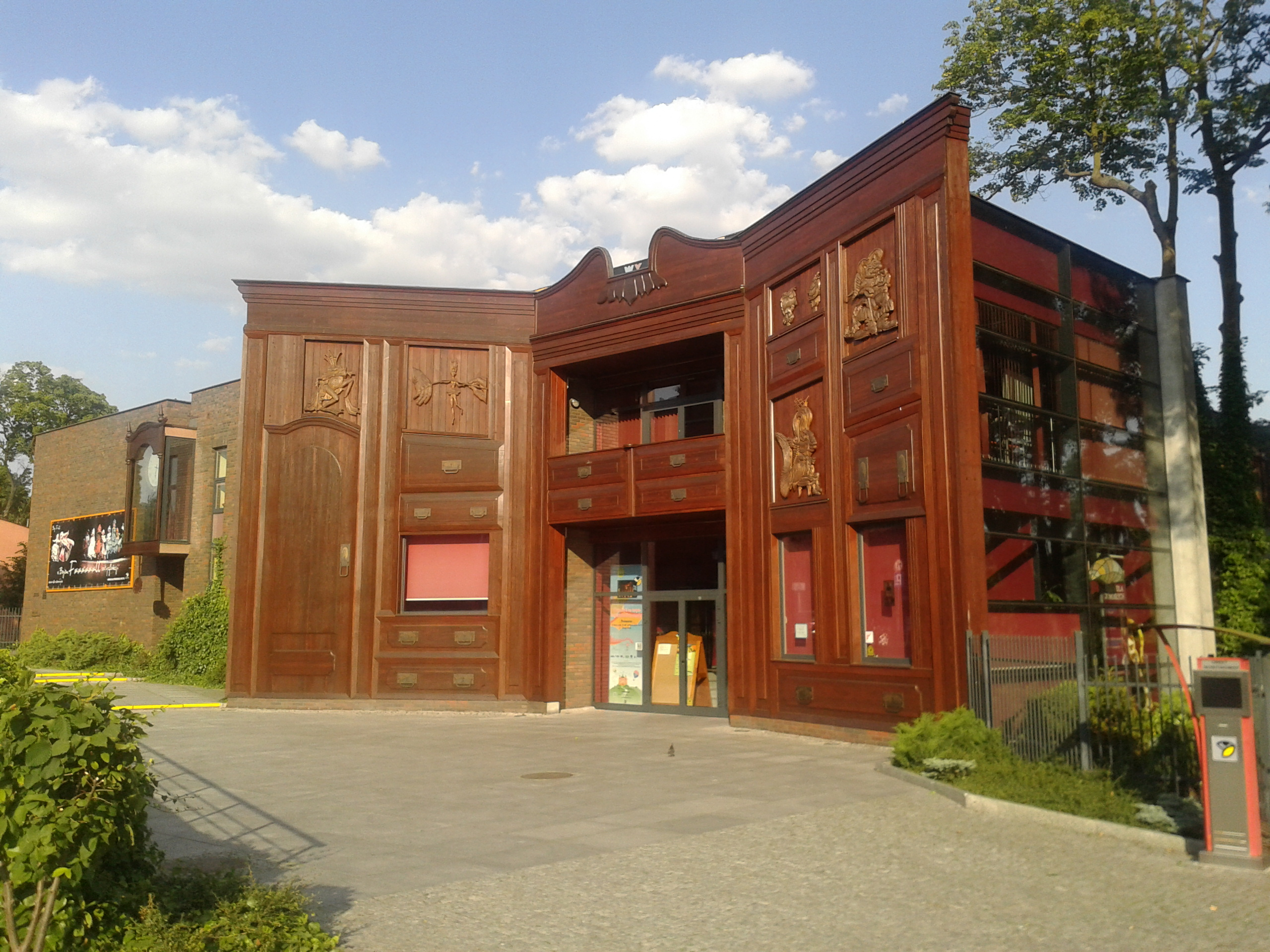
Teatr Baj Pomorski w Toruniu

Teatr lalek w Polsce. Początki polskiego teatru lalek sięgają XV w. i wiążą się z szopką, a pierwszym wymienianym lalkarzem jest Waśko z Wilna. Na ziemiach polskich między XVI a XIX w. działało wiele zespołów lalkarskich, zarówno polskich jak i cudzoziemskich. W XVIII w. stałe teatry lalek działały na dworach magnackich (np. w Białej Podlaskiej, w Słucku u H. Radziwiłła).
Istniały też teatry uliczne, np. „chodzenie z szopką”, która czasem spełniała funkcje polityczne, jak szopka Baraniego Kożuszka (1794), ścinająca na gilotynie głowy zdrajców z konfederacji targowickiej. Swoistą odmianą szopki stały się lalkowe programy satyryczne, m.in. przedstawienia Zielonego Balonika w Krakowie (1906-1912), Cyrulika Warszawskiego w Warszawie (1922-1939).
Na początku XX w. powstały pierwsze stałe teatry dla dzieci: Teatr Lalek M. Weryho (1900-1904), Teatr Kukiełek M. Dienstla-Dąbrowy (1910-1912). W dwudziestoleciu międzywojennym powstawało coraz więcej teatrów lalek dla dzieci, m.in.: Teatr Miniatur w Krakowie S. Polony-Polońskiego, Teatr Błękitny Pajac w Poznaniu, Teatr Baj w Warszawie.
Po II wojnie światowej powstało 27 teatrów lalek, których głównym założeniem programowym był repertuar dla dzieci. Największą popularnością cieszyły się m.in.: Teatr Lalki i Aktora Groteska w Krakowie (1945), Teatr Marionetek w Poznaniu (1945), Teatr Lalek Banialuka w Bielsku-Białej (1947), Teatr Lalek Arlekin w Łodzi (1948), Teatr Lalka w Warszawie (początkowo w Samarkandzie w 1945 jako Teatr Lalek Niebieskie Migdały, przeniesiony do Krakowa a następnie do Warszawy w 1947), Teatr Miniatura w Gdańsku (początkowo jako Wileński Teatr Łątek 1947).
W latach 70. ważnymi ośrodkami lalkarskimi stały się Białystok (por. Jan Wilkowski) i Wrocław, gdzie oprócz teatrów lalkowych są wydziały lalkarskie PWST (aktualnej Akademii Teatralnej). W latach 90. zaczęły powstawać prywatne teatry lalek, m.in. Towarzystwo Wierszalin (1991), Teatr 3/4-Zusno (1992). Większość teatrów lalek stara się realizować także repertuar dla dorosłych.
Od lat 80. największymi ośrodkami sztuki lalkarskiej w Polsce są Białystok, Bielsko-Biała, Toruń i Wrocław.

## Teatry lalek w Polsce
- Będzin:

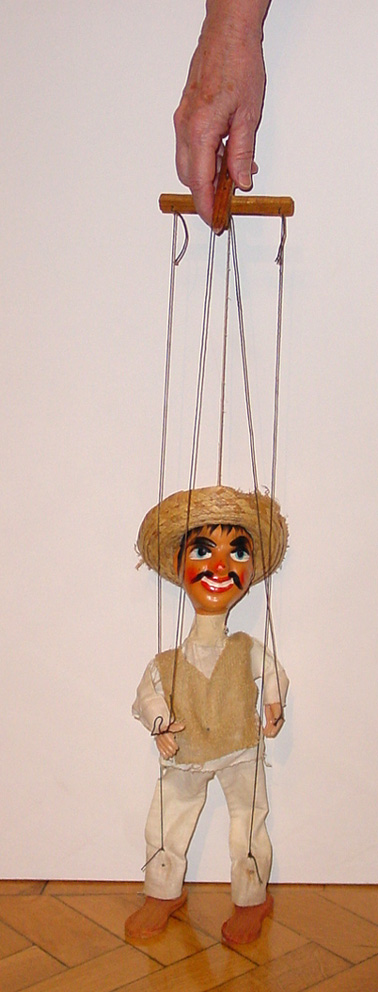
Marionetka

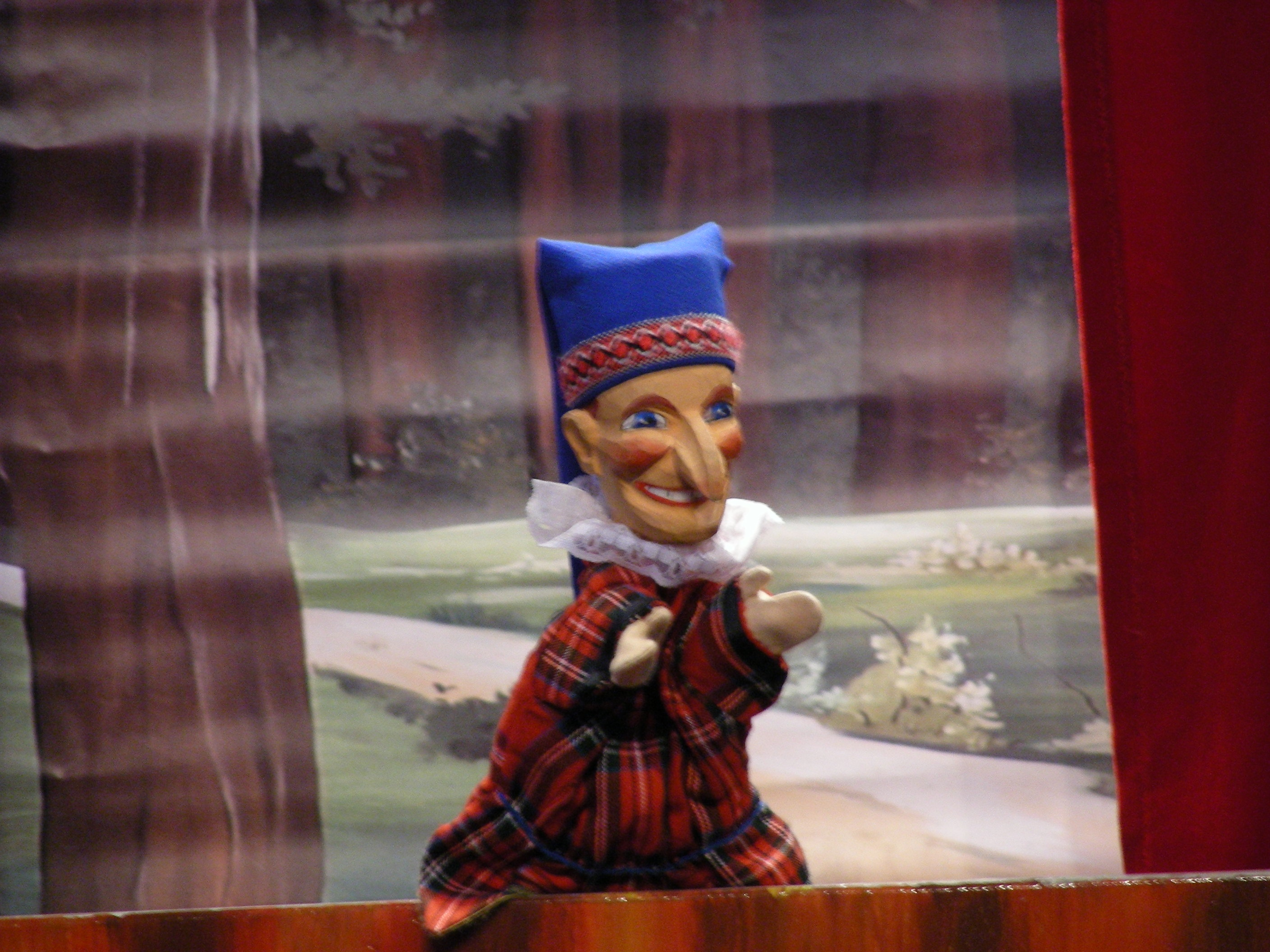
Pacynka

  - Teatr Dzieci Zagłębia im.Jana Dormana
- Białystok:
  - Białostocki Teatr Lalek
- Bielsko-Biała:
  - Teatr Lalek Banialuka
- Bydgoszcz
  - Bydgoski Teatr Lalek Buratino
- Gdańsk:
  - Teatr Miniatura
- Jelenia Góra:
  - Zdrojowy Teatr Animacji
- Katowice:
  - Śląski Teatr Lalki i Aktora Ateneum
- Kielce:
  - Teatr Lalki i Aktora Kubuś
- Kraków:
  - Teatr Figur Kraków
  - Teatr Lalki i Aktora Parawan
  - Teatr Groteska
- Kwidzyn:
  - Scena Lalkowa im. Jana Wilkowskiego
- Lublin:
  - Teatr Lalki i Aktora im. Hansa Christiana Andersena
- Łomża:
  - Teatr Lalki i Aktora w Łomży
- Łódź:
  - Teatr Lalek Arlekin
  - Teatr Lalki i Aktora Pinokio
- Teatr Lalek Kukiełka z Ptaszkowej
- Nowy Sącz:
  - Objazdowy Teatr Lalek Pinokio
- Olsztyn:
  - Olsztyński Teatr Lalek[1]
- Opole:
  - Teatr Lalki i Aktora w Opolu
- Poznań:
  - Prywatny Teatr Lalek
  - Teatr Animacji w Poznaniu
- Rabka:
  - Teatr Lalek Rabcio
- Rzeszów:
  - Teatr Maska
- Słupsk:
  - Państwowy Teatr Lalki Tęcza
  - Teatr Władca Lalek
- Szczecin:
  - Teatr Lalek „Pleciuga”
- Toruń:
  - Teatr Baj Pomorski
  - Teatr Lalek „Zaczarowany Świat”
- Wałbrzych:
  - Teatr Lalki i Aktora w Wałbrzychu
- Warszawa:
  - Teatr Lalka
  - Teatr Lalek Guliwer
  - Teatr Baj
  - Unia Teatr Niemożliwy
- Wrocław:
  - Teatr Lalek we Wrocławiu